# Vriesea ospinae var. gruberi
Vriesea ospinae var. gruberi là một loàiloài thực vật có hoa thuộc họ Bromeliaceae.